# Krogulec prążkowany
Krogulec prążkowany (Accipiter madagascariensis) – gatunek średniej wielkości ptaka drapieżnego z rodziny jastrzębiowatych (Accipitridae). Jest endemitem Madagaskaru. Nie wyróżnia się podgatunków.
Morfologia
Głowa, grzbiet i zewnętrzna strona skrzydeł są ciemnobrązowe, policzki, pokrywy uszne i boczne fragmenty szyi ciemnoszare, broda i gardło białe, klatka piersiowa, brzuch i uda białe w ciemnobrązowe pasy, pokrywy podogonowe białe. Lotki i pokrywy skrzydłowe są ciemnobrązowe, pokrywy podskrzydłowe białe w ciemnobrązowe paski, dziób czarny, woskówka i nogi żółte. Osobniki tego gatunku osiągają długość 34–40 cm.
Ekologia i zachowanie
Krogulce prążkowane żyją w lasach pierwotnych na wysokościach od 0 do 1500 m n.p.m. Żywią się głównie małymi ptakami, owadami, gadami, żabami i gryzoniami. Polują na ziemi i w powietrzu.
Gniazdo znajduje się na wysokości 20–28 m nad ziemią, ma ok. 50 cm średnicy i 25–60 cm głębokości. Samica składa 1–4 białych jaj z szarymi bądź brązowymi elementami. Inkubacja trwa ok. 35 dni. W tym czasie samiec poluje, a samica wysiaduje jaja. Młode po raz pierwszy opuszczają gniazdo w 36–39 dniu życia, a w 60–69 dniu uzyskują niezależność od rodziców.
Status
Międzynarodowa Unia Ochrony Przyrody (IUCN) uznaje krogulca prążkowanego za gatunek bliski zagrożenia (NT – near threatened) nieprzerwanie od 1988 roku. Liczebność populacji w 2016 roku szacowano na 5000–10 000 osobników, czyli około 3300–6700 osobników dorosłych. Trend liczebności populacji uznaje się za spadkowy.